# Kokosova palma
Kokosova palma (kokos, kokosovac, lat. Cocos nucifera) je drvenasta biljka iz porodice palmi koja je rasprostranjena u tropskim krajevima, pogotovo na obalama i otocima Tihog i Indijskog oceana. Njeno ime potječe od grčke riječi сосо (zrno, plod). Pod tim imenom, kokosova palma je poznata svuda u svijetu, a svuda u svijetu se i koristi. Ona je višenamjenska - služi i kao hrana, i kao piće, kao odjeća, građevinski materijal i sirovina za mnoge proizvode suvremene industrije.

## Opis
Alexander von Humboldt iznio je prva stručna zapažanja zasnovana na izgledu drveta - visokog i plemenitog u usporedbi sa svim dotad viđenim raslinjem, tankog stabla koje strši uvis 25 do 30 metara i na čijem se vrhu nalazi gusta krošnja od tridesetak perasto razdijeljenih listova dugačkih četiri metra. Znanstvenici su kasnije otkrili da je cvast kokosove palme razgranata, u početku obavijena čvrstom ovojnicom i sastavljena od muških i malobrojnih ženskih cvjetova. Iz nje nastaje plod koji se sastoji od tankog i nepropusnog vanjskog omotača, egzokarpa, i čvrstog i tvrdog unutrašnjeg sloja, endokarpa. Između se nalazi debeli sloj lakog i rastresitog tkiva, mezokarpa, u čijem je središtu bijelo sjeme s vrlo razvijenim endospermom u obliku kugle, s debelom mesnatom ovojnicom u kojoj je mliječna tekućina.
Visoko stablo u promjeru ima 30 cm, ali je izuzetno čvrsto i odolijeva vjetrovima jer ga za pješčano tlo, u dubini od 8 m, drži oko 800 korijenova, ne debljih od jednog centimetra. Sjeme je nepropusno za morsku vodu u kojoj može plivati i do 4500 kilometara i potom, neoštećeno, isklijati na tlu. Poslije sedam godina palma rađa prvi plod, a između petnaeste i pedesete godine života donese od 60 do 80 oraha svake godine. S osamdeset godina prestaje rađati i najčešće umire. Samo malobrojni primjerci dožive i do 150 godina.

## Podrijetlo
Postojbina kokosove palme ne može se sa sigurnošću utvrditi. Legenda kaže da je ponikla na tlu Polinezije iz sjemena u koje se pretvorila neostvarena ljubav lijepe poglavičine kćeri po imenu Hina i siromašnog, neuglednog mladića Aala. Ne mogavši živjeti bez voljene, mladić je umro, a iz njegovog groba koji je Hina natapala suzama izniklo je neobično drvo: tanko, vitko i toliko visoko da je nadmašilo okolno raslinje. Krošnjom je dodirivalo nebo uzdižući ljubav u vječne, božanske visine. Da bi ga Hina mogla gledati, orah je dobio Aalov lik. Može ga vidjeti svatko tko oljušti kokos, kažu i danas Polinežani. Na čvrstoj opni postoje tri tanja djela koja se mogu probiti. To su oči i usta mladog Aala. Na ovu legendu nadovezuje se i druga, urezana na jednoj kamenoj ploči nađenoj na Filipinima. Po njoj, kokosova palma je nebesko drvo nastalo od zvijezde, na koju svojim oblikom krošnja i podsjeća. Darovano je ljudima voljom božanskih sila i toči iz sebe "napitak života".

## Upotreba
Plod se može najbolje iskoristiti. Dok je zelen, nezrele jezgre, daje zdrav mliječni napitak bogat kalijem i mineralnim sastojcima, a svaki ga orah sadrži oko litre. Mesnati dio zrelog endosperma upije ga i sačuva. Jednako je zdrav i svjež, ali i pomiješan s prokuhanom vodom kao kokosovo mlijeko. Osušen i nariban poznat je pod nazivom korpa i koristi se kao brašno za kruh kakav spremaju žene iz Šri Lanke ili kao osnova za keks i pecivo, ulje, maslac. Koristi se i u kemijskoj industriji za fine kreme, sapune, emulzije, kao i za proizvodnju eksploziva. Od vlaknastih dijelova dobivaju se čvrste niti od kojih je nekoć upredana užad, tkani tepisi i pravljene četke, a danas služe i za izradu izolacijskog materijala i automobilska sjedala koja se ugrađuju u vozila proizvođača "Daimler AG". Čvrste drvenaste ljuske nisu više samo posuđe za domaćinstvo i ukrasni predmeti, već i materijal od koga se oblikuje dugmad i nakit. Lišće se od davnina upotrebljavalo za pokrivanje krovova i izradu pletenih rukotvorina, odlična je zaštita od komaraca pa se prerađuje u insekticide. Debla su našla široku primjenu kao građevinski materijal. Pored greda, od njih se prave i sve vrste zidnih obloga, namještaj, a kora se prerađuje u gumu.
Kao prava znamenitost, kokosova palma našla se 1904. godine na poštanskoj marki Francuske Gvajane, a potom i Samoe i Liberije. Brazilski glazbenik Ary Barroso u veljači 1939. godine posvetio joj je sambu „Brazil", himnu koja se i danas izvodi na Copacabani. Nedavno je jedan kokosov orah prodat za 1,14 milijuna eura. Ubraja se u vrednije eksponate ugledne aukcijske kuće "Christie's" u Londonu, a nalazio se na brodu "Bounty" kapetana Williama Bligha (1754. – 1817.) te preživio poznatu pobunu.